# Équateur aux Jeux olympiques d'été de 2020
L'Équateur participe aux Jeux olympiques de 2020 à Tokyo au Japon. Il s'agit de sa 15e participation à des Jeux olympiques d'été. En raison de la pandémie de coronavirus, l'édition 2020 a été reportée à l'été 2021.
Le cycliste Richard Carapaz devient le deuxième champion olympique équatorien en remportant la course en ligne masculine de cyclisme.

## Médaillés
| Sport         | Discipline                | Athlète(s)      | Performance    | Date       |
| ------------- | ------------------------- | --------------- | -------------- | ---------- |
| Cyclisme      | Course en ligne masculine | Richard Carapaz | 6 h 5 min 21 s | 24 juillet |
| Haltérophilie | Moins de 76 kg femmes     | Neisi Dajomes   | 263 kg         | 1er août   |

| Sport         | Discipline            | Athlète(s)     | Performance | Date   |
| ------------- | --------------------- | -------------- | ----------- | ------ |
| Haltérophilie | Moins de 87 kg femmes | Tamara Salazar | 263 kg      | 2 août |

| Sport         |   |   |   | Total |
| ------------- | - | - | - | ----- |
| Haltérophilie | 1 | 1 | 0 | 2     |
| Cyclisme      | 1 | 0 | 0 | 1     |
| Total         | 2 | 1 | 0 | 3     |

| Jour       |   |   |   | Total |
| ---------- | - | - | - | ----- |
| 24 juillet | 1 | 0 | 0 | 1     |
| 1er août   | 1 | 0 | 0 | 1     |
| 2 août     | 0 | 1 | 0 | 1     |
| Total      | 2 | 1 | 0 | 3     |

| Sexe   |   |   |   | Total |
| ------ | - | - | - | ----- |
| Femmes | 1 | 1 | 0 | 2     |
| Hommes | 1 | 0 | 0 | 1     |
| Total  | 2 | 1 | 0 | 3     |

## Athlètes engagés
| Sport              | Hommes | Femmes | Total |
| ------------------ | ------ | ------ | ----- |
| Athlétisme         | 7      | 10     | 17    |
| Boxe               | 2      | 2      | 4     |
| Cyclisme           | 3      | 1      | 4     |
| Équitation         | 1      | 0      | 1     |
| Golf               | 0      | 1      | 1     |
| Haltérophilie      | 0      | 4      | 4     |
| Judo               | 1      | 2      | 3     |
| Lutte              | 0      | 2      | 2     |
| Natation           | 2      | 2      | 4     |
| Pentathlon moderne | 0      | 1      | 1     |
| Surf               | 0      | 1      | 1     |
| Tennis de table    | 1      | 0      | 1     |
| Tir                | 0      | 2      | 2     |
| Tir à l'arc        | 0      | 1      | 1     |
| Triathlon          | 0      | 1      | 1     |
| Total              | 17     | 30     | 47    |

## Résultats

### Athlétisme
| Athlète                                                               | Épreuve                  | Séries      | Séries      | Demi-finales | Demi-finales | Finale          | Finale    |
| Athlète                                                               | Épreuve                  | Temps       | Rang        | Temps        | Rang         | Temps           | Rang      |
| --------------------------------------------------------------------- | ------------------------ | ----------- | ----------- | ------------ | ------------ | --------------- | --------- |
| David Hurtado                                                         | 20 km marche masculin    | Non disputé | Non disputé | Non disputé  | Non disputé  | 1 h 24 min 31 s | 19e       |
| Jordy Jiménez                                                         | 20 km marche masculin    | Non disputé | Non disputé | Non disputé  | Non disputé  | 1 h 27 min 52 s | 35e       |
| Brian Pintado                                                         | 20 km marche masculin    | Non disputé | Non disputé | Non disputé  | Non disputé  | 1 h 22 min 54 s | 12e       |
| Jhonatan Amores                                                       | 50 km marche             | Non disputé | Non disputé | Non disputé  | Non disputé  | 4 h 5 min 47 s  | 27e       |
| Andrés Chocho                                                         | 50 km marche             | Non disputé | Non disputé | Non disputé  | Non disputé  | 3 h 59 min 3 s  | 19e       |
| Claudio Villanueva                                                    | 50 km marche             | Non disputé | Non disputé | Non disputé  | Non disputé  | 4 h 53 min 9 s  | 47e       |
| Ángela Tenorio                                                        | 100 m féminin            | 11 s 59     | 6e          | Éliminée     | Éliminée     | Éliminée        | Éliminée  |
| Yuliana Angulo Narcisa Landázuri Gabriela Anahí Suárez Ángela Tenorio | Relais 4 x 100 m féminin | 43 s 69     | 8e          | Non disputé  | Non disputé  | Éliminées       | Éliminées |
| Andrea Bonilla                                                        | Marathon féminin         | Non disputé | Non disputé | Non disputé  | Non disputé  | 2 h 43 min 30 s | 60e       |
| Rosa Chacha                                                           | Marathon féminin         | Non disputé | Non disputé | Non disputé  | Non disputé  | 2 h 36 min 44 s | 41e       |
| Karla Jaramillo                                                       | 20 km marche féminin     | Non disputé | Non disputé | Non disputé  | Non disputé  | 1 h 36 min 32 s | 28e       |
| Glenda Morejón                                                        | 20 km marche féminin     | Non disputé | Non disputé | Non disputé  | Non disputé  | Abandon         | Abandon   |
| Paola Pérez                                                           | 20 km marche féminin     | Non disputé | Non disputé | Non disputé  | Non disputé  | 1 h 31 min 26 s | 9e        |

### Boxe
| Athlète             | Catégorie              | 1/16e de finale       | 1/8e de finale       | Quart de finale     | Demi-finale         | Finale              | Rang     |
| Athlète             | Catégorie              | Adversaire Résultat   | Adversaire Résultat  | Adversaire Résultat | Adversaire Résultat | Adversaire Résultat | Rang     |
| ------------------- | ---------------------- | --------------------- | -------------------- | ------------------- | ------------------- | ------------------- | -------- |
| Jean Carlos Caicedo | Plumes hommes (-57 kg) | Butsenko Victoire 3-2 | Takyi Défaite 0-5    | Éliminé             | Éliminé             | Éliminé             | Éliminé  |
| Julio Castillo      | Lourds hommes (-91 kg) | Exempté               | Iashaish Défaite 0-4 | Éliminé             | Éliminé             | Éliminé             | Éliminé  |
| María José Palacios | Légers femmes (-60 kg) | Seesondee Défaite 0-5 | Éliminée             | Éliminée            | Éliminée            | Éliminée            | Éliminée |
| Érika Pachito       | Moyens femmes (-75 kg) | Exemptée              | Gramane Défaite 1-3  | Éliminée            | Éliminée            | Éliminée            | Éliminée |

### Cyclisme
| Athlète          | Compétition     | Temps           | Rang                           |
| ---------------- | --------------- | --------------- | ------------------------------ |
| Richard Carapaz  | Course en ligne | 6 h 5 min 26 s  | Médaille d'or, Jeux olympiques |
| Jhonatan Narváez | Course en ligne | 6 h 15 min 38 s | 47e                            |

| Athlète         | Compétition | Quarts de finale | Quarts de finale | Demi-finales | Demi-finales | Finale       | Finale   |
| Athlète         | Compétition | Points           | Rang             | Points       | Rang         | Résultat     | Rang     |
| --------------- | ----------- | ---------------- | ---------------- | ------------ | ------------ | ------------ | -------- |
| Alfredo Campo   | BMX hommes  | 12               | 4e               | 8            | 4e           | 40 min 705 s | 5e       |
| Doménica Azuero | BMX femmes  | 13               | 5e               | Éliminée     | Éliminée     | Éliminée     | Éliminée |

### Équitation
| Athlète           | Cheval          | Compétition | Dressage  | Dressage | Cross-country | Cross-country | Cross-country | Saut d'obstacles | Saut d'obstacles | Saut d'obstacles | Saut d'obstacles | Saut d'obstacles | Saut d'obstacles | Total     | Total |
| Athlète           | Cheval          | Compétition | Dressage  | Dressage | Cross-country | Cross-country | Cross-country | Qualification    | Qualification    | Qualification    | Finale           | Finale           | Finale           | Total     | Total |
| Athlète           | Cheval          | Compétition | Pénalités | Rang     | Pénalités     | Total         | Rang          | Pénalités        | Total            | Rang             | Pénalités        | Total            | Rang             | Pénalités | Rang  |
| ----------------- | --------------- | ----------- | --------- | -------- | ------------- | ------------- | ------------- | ---------------- | ---------------- | ---------------- | ---------------- | ---------------- | ---------------- | --------- | ----- |
| Nicolas Wettstein | Altier d'Aurois | Individuel  | 40.90     | 56e      | 48.40         | 89.30         | 45e           | 16.00            | 105.30           | 41e              | Non qualifié     | Non qualifié     | Non qualifié     | 105.30    | 41e   |

### Golf
| Athlète         | Scores | Scores | Scores | Scores | Total    | Rang |
| Athlète         | Jour 1 | Jour 2 | Jour 3 | Jour 4 | Total    | Rang |
| --------------- | ------ | ------ | ------ | ------ | -------- | ---- |
| Daniela Darquea | 72     | 73     | 65     | 73     | 283 (-1) | 38e  |

### Haltérophilie
| Athlète           | Compétition | Arraché  | Arraché | Épaulé-jeté | Épaulé-jeté | Total   | Rang                               |
| Athlète           | Compétition | Résultat | Rang    | Résultat    | Rang        | Total   | Rang                               |
| ----------------- | ----------- | -------- | ------- | ----------- | ----------- | ------- | ---------------------------------- |
| Alexandra Escobar | -59 kg      | 95 kg    | Abandon | Abandon     | Abandon     | Abandon | Abandon                            |
| Angie Palacios    | -64 kg      | 104 kg   | 2e      | 122 kg      | 7e          | 226 kg  | 6e                                 |
| Neisi Dajomes     | -76 kg      | 118 kg   | 1re     | 145 kg      | 1re         | 263 kg  | Médaille d'or, Jeux olympiques     |
| Tamara Salazar    | -87 kg      | 113 kg   | 3e      | 150 kg      | 1re         | 263 kg  | Médaille d'argent, Jeux olympiques |

### Judo
| Athlète          | Compétition           | 1er tour              | 2e tour             | Quart de finale     | Demi-finale         | Repêchage 1         | Repêchage 2         | Finale              | Rang     |
| Athlète          | Compétition           | Adversaire Résultat   | Adversaire Résultat | Adversaire Résultat | Adversaire Résultat | Adversaire Résultat | Adversaire Résultat | Adversaire Résultat | Rang     |
| ---------------- | --------------------- | --------------------- | ------------------- | ------------------- | ------------------- | ------------------- | ------------------- | ------------------- | -------- |
| Lenin Preciado   | Moins de 60 kg hommes | Gerchev Défaite 00-10 | Éliminé             | Éliminé             | Éliminé             | Éliminé             | Éliminé             | Éliminé             | Éliminé  |
| Estefania García | Moins de 63 kg femmes | Ozdoba Défaite 00-10  | Éliminée            | Éliminée            | Éliminée            | Éliminée            | Éliminée            | Éliminée            | Éliminée |
| Vanessa Chalá    | Moins de 78 kg femmes | Turchyn Défaite 00-10 | Éliminée            | Éliminée            | Éliminée            | Éliminée            | Éliminée            | Éliminée            | Éliminée |

### Lutte
| Athlète        | Compétition  | Huitièmes de finale       | Quarts de finale        | Demi-finales        | Repêchage                  | Finale 3e place Classement | Rang |
| Athlète        | Compétition  | Adversaire Résultat       | Adversaire Résultat     | Adversaire Résultat | Adversaire Résultat        | Adversaire Résultat        | Rang |
| -------------- | ------------ | ------------------------- | ----------------------- | ------------------- | -------------------------- | -------------------------- | ---- |
| Lucía Yépez    | 50 kg femmes | Islamova Victoire 9-6     | Susaki Défaite 0-10     | Non qualifiée       | Namuuntsetseg Défaite (WO) | Éliminée                   | 8e   |
| Luisa Valverde | 53 kg femmes | Prevolaráki Victoire 11-4 | Bolortuyaa Défaite 5-15 | Éliminée            | Éliminée                   | Éliminée                   | 8e   |

### Natation
| Athlète         | Épreuve           | Séries        | Séries      | Demi-finales | Demi-finales | Finale           | Finale  |
| Athlète         | Épreuve           | Temps         | Rang        | Temps        | Rang         | Temps            | Rang    |
| --------------- | ----------------- | ------------- | ----------- | ------------ | ------------ | ---------------- | ------- |
| David Farinango | 10 km en eau vive | Non disputé   | Non disputé | Non disputé  | Non disputé  | 1 h 53 min 9 s 8 | 15e     |
| Tomas Peribonio | 200 m 4 nages     | 2 min 0 s 62  | 36e         | Éliminé      | Éliminé      | Éliminé          | Éliminé |
| Tomas Peribonio | 400 m 4 nages     | 4 min 18 s 73 | 24e         | Non disputé  | Non disputé  | Éliminé          | Éliminé |

| Athlète          | Épreuve           | Séries      | Séries      | Demi-finales | Demi-finales | Finale           | Finale   |
| Athlète          | Épreuve           | Temps       | Rang        | Temps        | Rang         | Temps            | Rang     |
| ---------------- | ----------------- | ----------- | ----------- | ------------ | ------------ | ---------------- | -------- |
| Samantha Arévalo | 10 km en eau vive | Non disputé | Non disputé | Non disputé  | Non disputé  | 2 h 1 min 30 s 6 | 11e      |
| Anicka Delgado   | 50 m nage libre   | 25 s 36     | 25e         | Éliminée     | Éliminée     | Éliminée         | Éliminée |
| Anicka Delgado   | 100 m nage libre  | 55 s 56     | 31e         | Éliminée     | Éliminée     | Éliminée         | Éliminée |

### Pentathlon moderne
| Athlète         | Compétition          | Escrime (épée, une touche) | Escrime (épée, une touche) | Natation (200 m nage libre) | Natation (200 m nage libre) | Natation (200 m nage libre) | Équitation (saut d'obstacles) | Équitation (saut d'obstacles) | Équitation (saut d'obstacles) | Combiné course/tir (3 200 m / pistolet à 10 m) | Combiné course/tir (3 200 m / pistolet à 10 m) | Combiné course/tir (3 200 m / pistolet à 10 m) | Total | Rang |
| Athlète         | Compétition          | Rang                       | Points                     | Temps                       | Rang                        | Points                      | Pénalités                     | Rang                          | Points                        | Temps                                          | Rang                                           | Points                                         | Total | Rang |
| --------------- | -------------------- | -------------------------- | -------------------------- | --------------------------- | --------------------------- | --------------------------- | ----------------------------- | ----------------------------- | ----------------------------- | ---------------------------------------------- | ---------------------------------------------- | ---------------------------------------------- | ----- | ---- |
| Marcela Cuaspud | Compétition féminine | 36e                        | 124                        | 2 min 27 s 91               | 35e                         | 255                         | EL                            | 31e                           | 0                             | 13 min 39 s 94                                 | 33e                                            | 481                                            | 860   | 35e  |

### Surf
| Athlète     | Round 1  | Round 1 | Round 2  | Round 2 | Round 3  | Quart de finale | Demi-finale | Finale Match pour la médaille de bronze | Finale Match pour la médaille de bronze |
| Athlète     | Résultat | Rang    | Résultat | Rang    | Résultat | Résultat        | Résultat    | Résultat                                | Classement                              |
| ----------- | -------- | ------- | -------- | ------- | -------- | --------------- | ----------- | --------------------------------------- | --------------------------------------- |
| Mimi Barona | 7,66     | 3e      | 8,87     | 5e      | Éliminée | Éliminée        | Éliminée    | Éliminée                                | Éliminée                                |

### Tennis de table
| Athlète(s)   | Compétition      | Tour préliminaire | 1er tour          | 2e tour          | 3e tour          | 4e tour          | Quarts de finale | Demi-finales     | Finale / MB      | Rang    |
| Athlète(s)   | Compétition      | Adversaire Score  | Adversaire Score  | Adversaire Score | Adversaire Score | Adversaire Score | Adversaire Score | Adversaire Score | Adversaire Score | Rang    |
| ------------ | ---------------- | ----------------- | ----------------- | ---------------- | ---------------- | ---------------- | ---------------- | ---------------- | ---------------- | ------- |
| Alberto Miño | Simple messieurs | Exempté           | Kumar Défaite 2-4 | Éliminé          | Éliminé          | Éliminé          | Éliminé          | Éliminé          | Éliminé          | Éliminé |

### Tir
| Athlète           | Compétition                  | Qualification | Qualification | Finale   | Finale   |
| Athlète           | Compétition                  | Points        | Rang          | Points   | Rang     |
| ----------------- | ---------------------------- | ------------- | ------------- | -------- | -------- |
| Diana Durango     | Pistolet à air comprimé 10 m | 559           | 45e           | Eliminée | Eliminée |
| Diana Durango     | Pistolet à 25 m,             | 569           | 38e           | Eliminée | Eliminée |
| Andrea Pérez Peña | Pistolet à 10 m              | 565           | 36e           | Eliminée | Eliminée |
| Andrea Pérez Peña | Pistolet à 25 m              | 582           | 13e           | Eliminée | Eliminée |

### Tir à l'arc
| Adriana Espinosa | Individuel hommes, | 606 | 62e | Kang Défaite 0-6 | Eliminée | Eliminée | Eliminée | Eliminée | Eliminée | Eliminée | Eliminée | Eliminée |

### Triathlon
| Athlète         | Compétition | Natation (1,5 km) | Transition 1 | Vélo (40 km)    | Transition 2    | Course (10 km)  | Temps           | Résultat        |
| --------------- | ----------- | ----------------- | ------------ | --------------- | --------------- | --------------- | --------------- | --------------- |
| Elizabeth Bravo | Femmes      | 20 min 15 s       | 42 s         | Concède un tour | Concède un tour | Concède un tour | Concède un tour | Concède un tour |